# Валчанські пагорби
Валчанські пагорби (Valčianska pahorkatina) — гірський масив в Словаччині; геоморфологічна підодиниця масиву Турчанська улоговина. Середні висоти — 400 метрів. Місце розташування — Жилінський край.
Протікає Знєвський потік.